# Robin Backhaus (Schwimmer, 1989)
Robin Backhaus (* 15. Juni 1989 in Berlin) ist ein deutscher Schwimmer.

## Werdegang
Backhaus gewann zwischen 2002 und 2008 insgesamt 16 Goldmedaillen sowie 11 Silber- und vier Bronzemedaillen bei Deutschen Jahrgangsmeisterschaften. Beim Europäischen Olympischen Sommer-Jugendfestival 2005 in Lignano Sabbiadoro gewann er Gold über 400 Meter Freistil und 4 × 100 Meter Freistil. Bei den Junioreneuropameisterschaften 2007 gewann er Silber mit der 4-mal-200-Meter-Freistilstaffel und wurde Vierter über 1500 Meter Freistil. Auch im Erwachsenenbereich war er mit der Langstaffel erfolgreich, als er bei den Schwimmeuropameisterschaften 2010 in Budapest zusammen mit Paul Biedermann, Tim Wallburger und Clemens Rapp die Silbermedaille erkämpfte. Bei den Militärweltmeisterschaften 2010 gewann er Gold mit der Langstaffel und Silber mit der Sprintstaffel.
Durch den vierten Platz bei den Deutschen Meisterschaften 2012 erreichte er die Qualifikation für die Olympischen Sommerspiele 2012 in London, kam dort jedoch nicht zum Einsatz. 2013 sicherte Backhaus sich erneut zwei Silbermedaillen bei Deutschen Meisterschaften, bevor er 2014 über 200 Meter Schmetterling seinen ersten nationalen Titel errang.
Der 1,88 m große Backhaus schwimmt seit 1995 für die SG Neukölln Berlin, er ist Sportsoldat.
Momentan ist er ein Personalswimtrainer im Raum München.

## Bestzeiten
- 200 Meter Freistil: 1:48,19 min, 11. Mai 2012, Berlin
- 400 Meter Freistil: 3:51,65 min, 27. Juni 2009, Berlin